# Microprotopus bicuspidatus
Microprotopus bicuspidatus es una especie de anfípodo de la familia Microprotopidae. Fue descrita por Rabindranath en 1971.